# سیتروئن دی‌اس۳ آر۵
سیتروئن دی‌اس۳ آر۵ یک خودرو رالی آر۵ است که توسط بخش مسابقات کمپانی فرانسوی سیتروئن و بر پایه خودرو جاده ای دی‌اس۳ ساخته شده است. این خودرو اولین حضور خود را در مسابقات رالی قهرمانی جهان را در رالی ایتالیا ساردنا ۲۰۱۴ انجام داد.